# رابرت رومپر
رابرت رومر (انگلیسی: Robert Rompre; ۱۱ آوریل ۱۹۲۹ – ۱۳ سپتامبر ۲۰۱۰) بازیکن هاکی روی یخ اهل ایالات متحده آمریکا بود.